# Johann Wendelin Braunwald

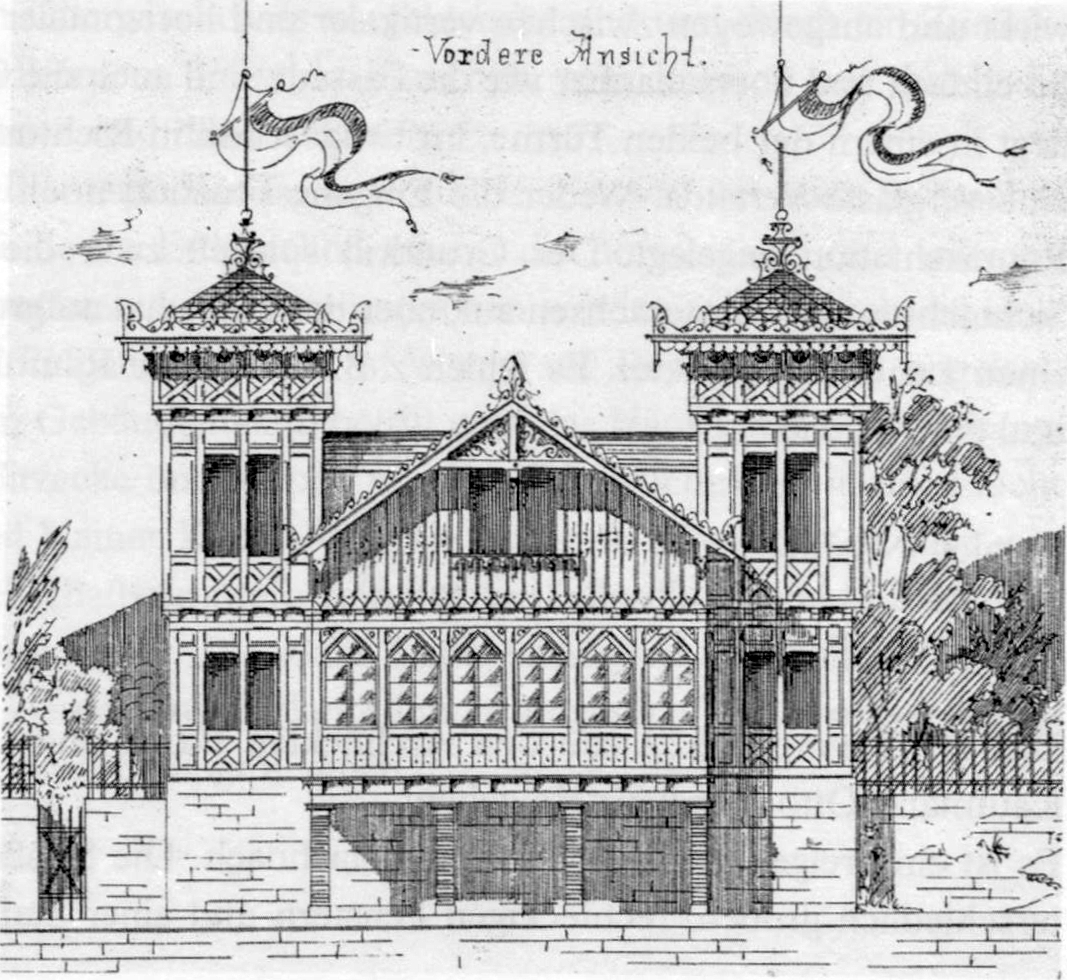
Ehemalige Villa Löw in Stuttgart, Architekt: Johann Wendelin Braunwald, 1874.

Johann Wendelin Braunwald, auch Johannes Wendelin Braunwald (* 29. November 1838 in Creglingen; † 30. Dezember 1889 in Stuttgart), war ein deutscher Architekt.
Braunwald wirkte hauptsächlich in Stuttgart, wo er zahlreiche Wohn- und Geschäftshäuser schuf. Viele seiner Bauten stehen unter Denkmalschutz.

## Leben
Über Johann Wendelin Braunwalds Leben ist außer den Lebensdaten nichts bekannt.

## Bauwerke
Die erhaltenen Bauwerke der folgenden Liste sind als Kulturdenkmale in der Stuttgarter Denkmalliste aufgeführt. Alle Angaben zu den Gebäuden siehe dort (wenn nicht anders angegeben).
| → Spaltensortierung |
| - Eine Spalte sortieren: das Symbol im Spaltenkopf anklicken. - Nach einer weiteren Spalte sortieren: Umschalttaste gedrückt halten und das Symbol anklicken. |

| Bild | Jahr | Ort                     | Straße                    | Gattung                 | Baustil / Anmerkungen                                                                   |
| ---- | ---- | ----------------------- | ------------------------- | ----------------------- | --------------------------------------------------------------------------------------- |
|      | 1868 | Stuttgart-Bad Cannstatt | König-Karl-Straße 13      | Wohnhaus                | Klassizismus                                                                            |
|      | 1869 | Stuttgart               | Gerberstraße 2b           |                         | Klassizismus, ehemalige Gesellenherberge                                                |
|      | 1869 | Stuttgart               | Gerberstraße 8a–8b        | Doppelmietshaus         | Spätklassizismus                                                                        |
|      | 1871 | Stuttgart               | Olgastraße 42             |                         | Spätklassizismus                                                                        |
|      | 1870 | Stuttgart               | Wilhelmsplatz 1           | Wohn- und Geschäftshaus |                                                                                         |
|      | 1870 | Stuttgart-Bad Cannstatt | König-Karl-Straße 27, 27a | Wohnhaus mit Remise     | Neorenaissance                                                                          |
|      | 1870 | Stuttgart               | Gaisburgstraße 27         | Mehrfamilienhaus        | Neorenaissance                                                                          |
|      | 1871 | Stuttgart               | Neue Weinsteige 20        |                         | Neorenaissance, Zuschreibung unsicher                                                   |
|      | 1872 | Stuttgart               | Werastraße 10             | Wohn- und Geschäftshaus | Spätklassizismus, Neorenaissance                                                        |
|      | 1872 | Stuttgart               | Alexanderstraße 158       | Mietshaus               | Neorenaissance                                                                          |
|      | 1873 | Stuttgart               | Silberburgstraße 177      | Wohnhaus                | wahrscheinlich kriegszerstört, heute Neubau                                             |
|      | 1873 | Stuttgart               | Marienstraße 37           |                         | Neorenaissance                                                                          |
|      | 1873 | Stuttgart               | Olgastraße 100/102        | Doppelmietshaus         | Spätklassizismus, Neorenaissance                                                        |
|      | 1873 | Stuttgart               | Hasenbergsteige 5         | Mietshaus               | Neorenaissance                                                                          |
|      | 1874 | Stuttgart               | Olgastraße 1a             | Doppelmietshaus         | Louis Seize-Formen                                                                      |
|      | 1874 | Stuttgart               | Bopserwaldstraße 52       | Villa                   | ehemalige Villa Löw, um 1922 abgebrochen,                                               |
|      | 1874 | Stuttgart               | Böblinger Straße 70       | Wohn- und Fabrikhaus    | ehemalige Eisengießerei Hermann Kuhn, Abbildung von 1874, Gebäude heute stark verändert |
|      | 1875 | Stuttgart-Bad Cannstatt | König-Karl-Straße 38      | Wohnhaus                | Neorenaissance                                                                          |
|      | 1875 | Stuttgart               | Leibfriedscher Garten     | Villa                   | ehemalige Villa Moser, 1944 fast vollständig zerstört                                   |
|      | 1879 | Stuttgart               | Hasenbergsteige 3         | Bachakademie            | Neorenaissance, um 1922 abgebrochen,                                                    |
|      | 1880 | Stuttgart               | Marienstraße 39           | Mehrfamilienhaus        | Neorenaissance                                                                          |
|      | 1884 | Stuttgart               | Rosenstraße 31            | Wohn- und Geschäftshaus | Historismus                                                                             |
|      | 1885 | Stuttgart-Feuerbach     | Stuttgarter Straße 51     | Wohn- und Geschäftshaus | Neorenaissance, Alte Apotheke                                                           |
|      | 1885 | Stuttgart               | Mörikestraße 1            | Mehrfamilienhaus        | Neorenaissance                                                                          |
|      | 1886 | Stuttgart               | Böblinger Straße 46       | Wohn- und Geschäftshaus | Neorenaissance                                                                          |
|      | 1887 | Stuttgart               | Cottastraße 43            | Wohn- und Geschäftshaus | Historismus, Friedhofsgärtnerei                                                         |
|      | 1888 | Stuttgart               | Tübinger Straße 80        | Mehrfamilienhaus        | Neorenaissance                                                                          |
|      | 1888 | Stuttgart               | Tübinger Straße 83        | Wohn- und Geschäftshaus | Neorenaissance                                                                          |
|      | 1888 | Stuttgart               | Tübinger Straße 88        | Wohn- und Fabrikhaus    | Brauerei Dinkelacker                                                                    |
|      | 1889 | Stuttgart               | Heusteigstraße 37         | Mietshaus               | Neorenaissance, ehemalige Hofbuchdruckerei Greiner & Pfeiffer                           |
|      | 1890 | Creglingen              | Jüdischer Friedhof        | Einfriedung             |                                                                                         |